# 达尼亚尔·凯萨诺夫
达尼亚尔·阿利别科维奇·凯萨诺夫（1993年7月18日—），哈萨克斯坦男子摔跤运动员，2018年亚洲运动会男子自由式74公斤级银牌得主、2019年世界摔跤锦标赛男子自由式74公斤级铜牌得主。